# Campionato europeo Superstock 1000 2001
Il campionato europeo Superstock 1000 del 2001 è la terza edizione del campionato Europeo della categoria Superstock 1000.
Il campionato è stato vinto,  per il secondo anno consecutivo, dal britannico James Ellison che disputa le prime tre gare del campionato con il team Tech 2000, par poi passare, dal Gran Premio di Germania al Lausitzring al team Hi Peak Crescent Suzuki su una Suzuki GSX 1000R. Suo principale avversario per tutta la stagione è stato l'italiano Walter Tortoroglio, alla guida di una Suzuki GSX 1000R del team DMR Suzuki Italia, giunto a cinque punti di distanza e capace di realizzare sei pole position su nove gare in calendario.
Tra i costruttori, prevale Suzuki che vince sei gare su nove e lascia un successo ciascuno a Honda, Aprilia e Ducati. Per quanto concerne i piloti invece, i britannici ottengono cinque successi, tre vittorie per gli italiani e un successo per lo spagnolo Daniel Oliver.

## Piloti partecipanti
fonte
| Nº | Pilota               | Squadra                 | Motocicletta     |
| -- | -------------------- | ----------------------- | ---------------- |
| 1  | James Ellison        | Tech 2000               | Suzuki GSX 1000R |
| 1  | James Ellison        | Hi-Peak Crescent Suzuki | Suzuki GSX 1000R |
| 2  | Markus Wegscheider   | Suzuki Stefan Schmidt   | Suzuki GSX 1000R |
| 3  | Chris Burns          | Redwood Racing          | Suzuki GSX 1000R |
| 3  | Chris Burns          | Roundstone Racing       | Suzuki GSX 1000R |
| 4  | Olivier Four         | BKM Racing              | Honda CBR 900    |
| 4  | Olivier Four         | Tech 2000               | Suzuki GSX 1000R |
| 5  | Dario Tosolini       | Team Pedercini          | Ducati 996S      |
| 7  | Daniel Oliver        | FBC Racing              | Aprilia RSV R    |
| 16 | Lorenzo Alfonsi      | DFX Racing              | Ducati 996S      |
| 17 | Emilio Delgado       | Arbizu Racing           | Suzuki GSX 1000R |
| 18 | John Bakker          | Flanders Motor Racing   | Ducati 996S      |
| 19 | Walter Tortoroglio   | DMR Suzuki Italia       | Suzuki GSX 1000R |
| 20 | Raffaello Fabbroni   | Rumi                    | Honda CBR 900    |
| 21 | Koen Vleugels        | KS Racing               | Yamaha R1        |
| 22 | Benjamin Nabert      | Suzuki Stefan Schmidt   | Suzuki GSX 1000R |
| 23 | Mark Heckles         | Rumi                    | Honda CBR 900    |
| 24 | Kyro Verstraeten     | Ten Kate Honda          | Honda CBR 900    |
| 25 | Shannon Johnson      | Ten Kate Honda          | Honda CBR 900    |
| 26 | Andy Notman          | Aprilia Desmo Racing    | Aprilia RSV R    |
| 26 | Andy Notman          | Redwood Racing          | Suzuki GSX 1000R |
| 27 | Francesco Rafanelli  | Ghelfi Art              | Honda CBR 900    |
| 28 | Giacomo Romanelli    | DMR Suzuki Italia       | Suzuki GSX 1000R |
| 29 | Steve Coopman        | East Belgium Racing     | Yamaha R1        |
| 30 | Michael Weynand      | East Belgium Racing     | Yamaha R1        |
| 31 | Ludovic Fourreau     | Arbr 'A' Cames          | Suzuki GSX 1000R |
| 32 | Enrico Pasini        | Team Pedercini          | Ducati 996S      |
| 33 | Riccardo Ricci       | Celani                  | Suzuki GSX 1000R |
| 34 | Didier Van Keymeulen | BKM Racing              | Honda CBR 900    |
| 34 | Didier Van Keymeulen | ICSA-T Suzuki           | Suzuki GSX 1000R |
| 35 | Paul Mooijman        | Saveko Dee Cee Jeans    | Yamaha R1        |
| 36 | Alex Martínez        | Arbizu Racing           | Suzuki GSX 1000R |
| 36 | Alex Martínez        | Aprilia Desmo Racing    | Aprilia RSV R    |
| 37 | Jesús Moreno         | Arbizu Racing           | Suzuki GSX 1000R |
| 38 | Andrea Iommi         | Vigo Speed              | Aprilia RSV R    |
| 40 | Gary Mason           | Motopower               | Honda CBR 900    |
| 41 | Kieran Murphy        | Martin Raynor Cars      | Suzuki GSX 1000R |
| 42 | Benny Jerzenbeck     | Steinhausen Racing      | Suzuki GSX 1000R |
| 43 | Steve Brogan         | Aprilia Racing          | Aprilia RSV R    |
| 45 | Gianluca Vizziello   | GiMotorsport            | Yamaha R1        |
| 46 | Ben Wilson           | Ten Kate Honda          | Honda CBR 900    |
| 47 | Chris Miller         | Eventmaker RG-Swona     | Suzuki GSX 1000R |
| 48 | Kenny Tibble         | BKM Racing              | Honda CBR 900    |
| 48 | Kenny Tibble         | GR Motorsport           | Suzuki GSX 1000R |
| 50 | Daniel Delling       | HF Racing               | Aprilia RSV R    |
| 51 | Bob Withag           | Ten Kate Honda          | Honda CBR 900    |
| 51 | Bob Withag           | Stichting Start Nieu    | Honda CBR 900    |
| 52 | Gianluca Battisti    | GLB 2000 Racing         | Suzuki GSX 1000R |
| 53 | Marco Tessarolo      | Brave                   | Suzuki GSX 1000R |
| 54 | Ilario Dionisi       |                         | Aprilia RSV R    |
| 55 | David Johnson        | Martin Raynor Cars      | Suzuki GSX 1000R |
| 56 | Pierrot Vanstaen     | Tech 2000               | Suzuki GSX 1000R |
| 58 | Christian Nau        | Reichmann Racing        | Suzuki GSX 1000R |
| 59 | Ron Van Steenbergen  | ESHA Pajic R&D          | Kawasaki ZX 7RR  |
| 60 | Robert de Vries      | CRT GS Racing           | Suzuki GSX R750  |
| 61 | Lee Bootsman         |                         | Suzuki GSX R750  |
| 63 | Maria Costello       | East Belgium Racing     | Yamaha R1        |
| 63 | Maria Costello       | BKM Racing              | Suzuki GSX 1000R |
| 64 | Hervé Gantner        | White Endurance         | Honda CBR 900    |
| 69 | Yann Gyger           | White Endurance         | Honda CBR 900    |
| 71 | Fabrizio Pellizzon   | M.C. Mirano             | Aprilia RSV R    |
| 76 | Günther Knobloch     | Yamaha Teuchert         | Yamaha R1        |
| 77 | Niklas Carlberg      | Yamaha Sweden           | Yamaha R1        |
| 88 | Marty Nutt           | Tech 2000               | Suzuki GSX 1000R |
| 88 | Marty Nutt           | Nutt                    | Suzuki GSX 1000R |
| 90 | Lorenzo Mauri        | Team Pedercini          | Ducati 996S      |
| 96 | Bernat Martínez      | Aprilia Desmo Sport     | Aprilia RSV R    |

| Legenda            |
| ------------------ |
| Pilota wildcard    |
| Pilota sostitutivo |

## Calendario
| Nº | Data         | Gran Premio | Circuito     | Pole Position      | Vincitore gara     | Leader del campionato | Resoconto |
| -- | ------------ | ----------- | ------------ | ------------------ | ------------------ | --------------------- | --------- |
| 1  | 11 marzo     | Spagna      | Valencia     | Walter Tortoroglio | James Ellison      | James Ellison         | Resoconto |
| 2  | 13 maggio    | Italia      | Monza        | Walter Tortoroglio | Walter Tortoroglio | Walter Tortoroglio    | Resoconto |
| 3  | 27 maggio    | Regno Unito | Donington    | Chris Burns        | James Ellison      | James Ellison         | Resoconto |
| 4  | 10 giugno    | Germania    | Lausitzring  | James Ellison      | James Ellison      | James Ellison         | Resoconto |
| 5  | 24 giugno    | San Marino  | Misano       | Walter Tortoroglio | Daniel Oliver      | James Ellison         | Resoconto |
| 6  | 29 luglio    | Europa      | Brands Hatch | Walter Tortoroglio | Mark Heckles       | James Ellison         | Resoconto |
| 7  | 2 settembre  | Germania    | Oschersleben | Walter Tortoroglio | James Ellison      | James Ellison         | Resoconto |
| 8  | 9 settembre  | Paesi Bassi | Assen        | Marty Nutt         | Lorenzo Mauri      | James Ellison         | Resoconto |
| 9  | 30 settembre | Italia      | Imola        | Walter Tortoroglio | Walter Tortoroglio | James Ellison         | Resoconto |

## Classifica

### Classifica Piloti
Fonte:
| Pos. | Pilota               | Moto             |     |     |     |     |     |     |     |     |     | P.ti |
| ---- | -------------------- | ---------------- | --- | --- | --- | --- | --- | --- | --- | --- | --- | ---- |
| 1    | James Ellison        | Suzuki           | 1   | 2   | 1   | 1   | Rit | 3   | 1   | 6   | 3   | 162  |
| 2    | Walter Tortoroglio   | Suzuki           | 2   | 1   | 2   | 2   | Rit | 2   | 3   | 5   | 1   | 157  |
| 3    | Mark Heckles         | Honda            | 6   | Rit | 3   | 3   | 2   | 1   | 10  | Rit | 5   | 104  |
| 4    | Marty Nutt           | Suzuki           | 10  | 3   | 7   | Rit |     | 6   | 2   | 12  | 4   | 78   |
| 5    | Benny Jerzenbeck     | Suzuki           | 7   | 4   | 8   | 4   | 4   | 12  | 5   | 15  | 16  | 72   |
| 6    | Gianluca Vizziello   | Yamaha           | 13  | 9   | Rit | 6   | Rit | 8   | 8   | 4   | 6   | 59   |
| 7    | Markus Wegscheider   | Suzuki           | 8   | Rit | 4   | 10  | Rit | SQ  | 6   | 18  | 2   | 57   |
| 8    | Dario Tosolini       | Ducati           | 11  | 5   | 5   | 7   | 5   | 17  | 20  | 9   | 15  | 55   |
| 9    | Daniel Oliver        | Aprilia          | 5   | 8   | Rit | 26  | 1   | Rit | Rit | 8   | Rit | 52   |
| 10   | Giacomo Romanelli    | Suzuki           | 12  | Rit | Rit | 5   | 3   | 9   | 9   | Rit | 11  | 50   |
| 11   | Lorenzo Mauri        | Ducati           | Rit | Rit | 13  | 11  | 13  | 20  | 11  | 1   | 8   | 49   |
| 12   | Lorenzo Alfonsi      | Ducati           | 3   | 6   | Rit | 8   | Rit | Rit | 13  | 10  | 13  | 46   |
| 13   | Olivier Four         | Honda e Suzuki   | 14  | 12  | 10  |     | Rit | 7   | 7   | NQ  | 7   | 39   |
| 14   | Andy Notman          | Aprilia e Suzuki | 21  | 17  | Rit | 9   | Rit | 10  | 4   | 26  | 9   | 33   |
| 15   | Ludovic Fourreau     | Suzuki           | 15  | 10  | Rit | 13  | 11  | 16  | 12  | 25  | 12  | 25   |
| 16   | John Bakker          | Ducati           | Rit | 19  | 18  | 21  | 14  | 24  | 23  | 2   | 25  | 22   |
| 17   | Kieran Murphy        | Suzuki           |     |     | 9   |     |     | 4   |     | 14  |     | 22   |
| 18   | Bob Withag           | Honda            |     |     |     | Rit |     |     |     | 3   |     | 16   |
| 19   | Benjamin Nabert      | Suzuki           | 17  | 7   | NP  | Rit | 10  | 15  | 17  | 24  | 24  | 16   |
| 20   | Shannon Johnson      | Honda            | 4   |     |     |     |     |     |     |     |     | 13   |
| 21   | Riccardo Ricci       | Suzuki           | 24  | 13  |     |     | 9   |     |     |     | 14  | 12   |
| 22   | Chris Burns          | Suzuki           | 22  |     | Rit |     |     | 5   |     |     |     | 11   |
| 23   | Didier Van Keymeulen | Honda e Suzuki   | 9   | Rit | 17  | 19  | Rit | 13  | 15  | 16  | 18  | 11   |
| 24   | Günther Knobloch     | Yamaha           | 16  | 11  | Rit | 12  | Rit | 19  | 14  | 21  | 20  | 11   |
| 25   | Gianluca Battisti    | Suzuki           |     |     |     |     | 6   |     |     |     | 22  | 10   |
| 26   | Gary Mason           | Honda            |     |     | 6   |     |     |     |     |     |     | 10   |
| 27   | Alex Martínez        | Aprilia          |     |     |     | 18  | 15  | 22  | 22  | 7   |     | 10   |
| 28   | Michael Weynand      | Yamaha           | Rit | 14  | Rit | 16  | 8   | Rit | NQ  | 19  | Rit | 10   |
| 29   | Raffaello Fabbroni   | Honda            | 18  | NP  | Rit | 23  | 7   | 21  | 21  | Rit | NP  | 9    |
| 30   | Koen Vleugels        | Yamaha           | Rit | Rit | 16  | 15  | Rit | 14  | 16  | 11  | Rit | 8    |
| 31   | Yann Gyger           | Honda            | 19  |     | Rit | 20  | 12  | Rit | 18  | 13  | 23  | 7    |
| 32   | David Johnson        | Suzuki           |     |     |     |     |     | 11  |     |     |     | 5    |
| 33   | Steve Brogan         | Aprilia          |     |     | 11  |     |     |     |     |     |     | 5    |
| 34   | Fabrizio Pellizzon   | Aprilia          |     |     |     |     |     |     |     |     | 12  | 4    |
| 35   | Chris Miller         | Suzuki           |     |     | 12  |     |     | Rit |     |     |     | 4    |
| 36   | Paul Mooijman        | Yamaha           | 26  | 15  | 15  | 14  | Rit | 18  | 24  | Rit | Rit | 4    |
| 37   | Kenny Tibble         | Honda e Suzuki   |     |     | 14  | Rit | Rit | Rit |     |     |     | 2    |
| Pos. | Pilota               | Moto             |     |     |     |     |     |     |     |     |     | P.ti |

| Legenda | 1º posto        | 2º posto            | 3º posto           | A punti      | Senza punti        | Grassetto – Pole position Corsivo – Giro più veloce |
| Legenda | Gara non valida | Non qual./Non part. | Ritirato/Non class | Squalificato | '-' Dato non disp. | Grassetto – Pole position Corsivo – Giro più veloce |

### Sistema di punteggio
| Pos.  | 1  | 2  | 3  | 4  | 5  | 6  | 7 | 8 | 9 | 10 | 11 | 12 | 13 | 14 | 15 | 16> |
| Punti | 25 | 20 | 16 | 13 | 11 | 10 | 9 | 8 | 7 | 6  | 5  | 4  | 3  | 2  | 1  | 0   |